# Ombolata (Alasa)
Ombolata is een bestuurslaag in het regentschap Nias Utara van de provincie Noord-Sumatra, Indonesië. Ombolata telt 2993 inwoners (volkstelling 2010).